# Stará Turá
Stará Turá (niem. Alt-Turn, węg. Ótura) – miasto w zachodniej Słowacji, w kraju trenczyńskim, w powiecie Nowe Miasto nad Wagiem. Liczy 9003 mieszkańców (stan na koniec 2016 roku).

## Geografia
Znajduje się ono w granicy od Wzgórz Myjava do Małych Karpat oraz Białych Karpat. Położone jest 11 km na zachód od Nowego Miasta nad Wagiem, 12 km na wschód od Myjavy i około 99 km na północ od Bratysławy i zajmuje obszar o powierzchni 50,941 km².

## Historia
Pierwsza pisemna wzmianka o mieście pochodzi z 1392, opisane zostało jako wieś należąca do zamku w Čachticach. Stará Turá była jego częścią, dopóki feudalizm został zniesiony w Austro-Węgrzech. W 1467 król Maciej Korwin nadał jej status miasta feudalnego (oppidum), co przyczyniło się do jej rozwoju gospodarczego. W 1848 miasto zostało niemal całkowicie zniszczone przez pożar.

## Demografia
Według spisu ludności z 2011, miasto liczyło 9404 mieszkańców. 93,9% mieszkańców było Słowakami, 1,1% Czechami.

## Religia
Według spisu z 2001, większość mieszkańców była luteranami (45,5%), katolicy stanowili 27,3% populacji, a ludzie nieprzynależący do żadnej religii – 23,6%.